# Generaal

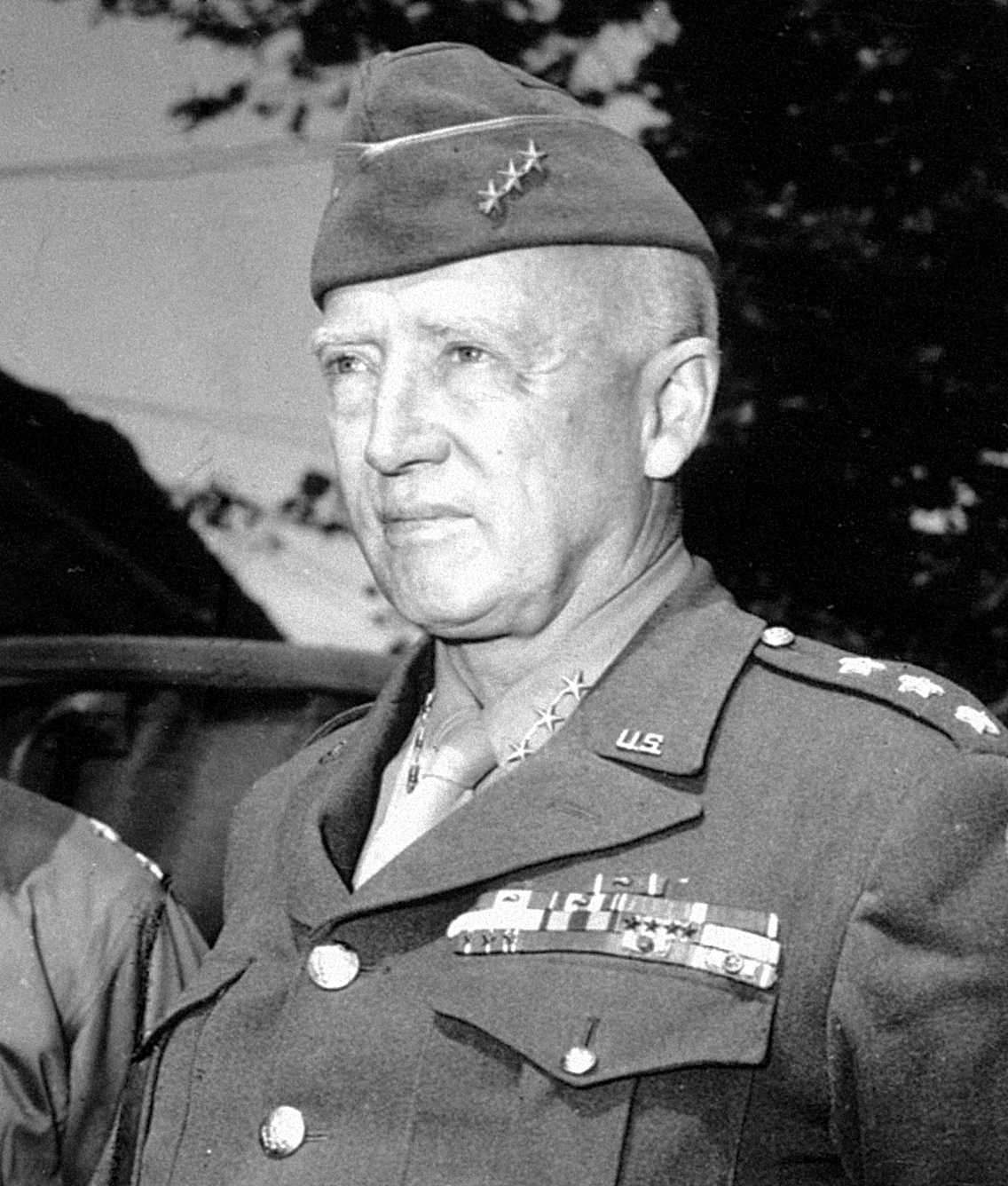
Generaal Patton (1885–1945), Amerikaans generaal in de Tweede Wereldoorlog die meende een reïncarnatie te zijn van generaal Hannibal.

Generaal is de hoogste militaire rang bij de landmacht en de luchtmacht. Het equivalent bij de zeemacht is de rang van luitenant-admiraal. Generaal is een viersterrenfunctie, doorgaans in rang voorafgegaan door luitenant-generaal (drie sterren); generaal-majoor (twee sterren) en brigadegeneraal (één ster). Sommige landen kennen de brigadegeneraal niet.
Enkele landen kennen hogere rangen zoals de (veld)maarschalk (maarschalksstaf als onderscheiding) of een vijfsterrengeneraal (general of the army). In het Duitse leger bestond tot 1945 ook de rang van Generaloberst (kolonel-generaal).
Generaals zijn in beginsel bevelvoerende officieren van grotere formaties. Deze formaties zijn samengesteld uit eenheden van diverse wapens, zoals infanterie, cavalerie, artillerie, genie en verbindingsdienst, en dienstvakken, zoals de technische dienst. De formaties heten in aflopende grootte: leger, legerkorps, divisie en brigade. Een leger wordt aangevoerd door een generaal, een legerkorps door een luitenant-generaal, een divisie door een generaal-majoor en een brigade door een brigadegeneraal.
Indien een aantal legers onder eenhoofdig commando gesteld worden, spreekt men van een legergroep. Een legergroep wordt doorgaans gecommandeerd door een veldmaarschalk. De veldmaarschalk staat dan ook hoger in rang dan generaals.
Tegenwoordig functioneren generaals ook in bestuurlijke functies van de krijgsmacht, in staven van hogere generaals, in staven van bondgenootschappen zoals de NAVO en de EU of als verbindingsofficieren in bondgenootschappelijke landen. Daarom hebben krijgsmachten vaak meer generaals, dan op basis van het aantal formaties verwacht zou worden.
In Nederland is een generaal een opper- of vlagofficier. De luitenant-generaal en de generaal hebben recht op de civiele aanspreektitel 'excellentie'. De generaal-majoor en de brigadegeneraal zijn in civiele termen 'hoogedelgestreng'. Door militairen worden zowel in België als in Nederland alle generaalsvarianten aangesproken met 'generaal'.
Een generaal b.d. (generaal buiten dienst) is een generaal die niet meer in actieve dienst is en veelal met pensioen is.

## Etymologie
De term kwam op toen ook de professionele legers opkwamen, aan het eind van de 16e eeuw, begin 17e eeuw. In eerste instantie werd de term 'generaal' als bijvoeglijk naamwoord toegevoegd aan andere, reeds bestaande militaire rangen, zoals kapitein-generaal, luitenant-generaal, sergeant-majoor-generaal (later: generaal-majoor) en soms ook kolonel-generaal. De toevoeging werd gebruikt voor de hogere militaire leiders. Later is de term een zelfstandig naamwoord geworden en werden andere rangsaanduidingen in een bijvoeglijke betekenis toegevoegd. We spreken in de meervoudsvorm dan ook over luitenant-generaals en generaals-majoor in plaats van luitenants-generaal of generaal-majoors.
'Generaal' is een term die zijn oorsprong vindt in de romaanse talen en die 'algemeen' betekent. Een generaal commandeert een 'algemene', samengestelde formatie, in tegenstelling tot een meer specialistische formatie zoals een peloton, compagnie, bataljon of regiment van bijvoorbeeld infanterie of artillerie.
Een generaal is de meest algemene en daarmee de hoogste generaalsrang. Zijn ondergeschikte of plaatsvervanger heet 'luitenant-generaal'. Luitenant is eveneens een romaanse term en betekent plaatsvervanger (vergelijk het Franse lieutenant, lieu tenant, dat letterlijk plaatshouder, plaatsvervanger, betekent). Deze constructie vindt men in meer aanduidingen zoals luitenant-kolonel (rang onder kolonel) of luitenant-gouverneur (zijn plaatsvervanger).
Generaal-majoor betekent "hogere generaal", in vergelijking met zijn jongere collega, de brigadegeneraal. Majoor vindt ook zijn oorsprong in romaanse talen (major, majeur) en betekent 'meer' of 'groter'.
De oorsprong van brigadegeneraal is evident. Een brigadegeneraal commandeert een brigade, de kleinst mogelijke samengestelde, algemene eenheid.
In de praktijk ligt het verschil tussen samengesteld en niet-samengesteld niet zo strak. Zo kende het Duitse leger in de Tweede Wereldoorlog 'tankdivisies' en bestaan eenheden op bataljonsniveau vaak uit diverse eenheden van verschillende wapens.

## Belgische generaalsrangen
| Marinecomponent                                     | Marinecomponent | Landcomponent                                      | Landcomponent | Luchtcomponent                                     | Luchtcomponent | Medische component                              | Medische component |
| --------------------------------------------------- | --------------- | -------------------------------------------------- | ------------- | -------------------------------------------------- | -------------- | ----------------------------------------------- | ------------------ |
| Opperofficieren                                     |                 |                                                    |               |                                                    |                |                                                 |                    |
| (NAVO-rang OF-10)                                   |                 |                                                    |               |                                                    |                |                                                 |                    |
| België kent geen functieschaal OF-10                |                 |                                                    |               |                                                    |                |                                                 |                    |
| NAVO-rang OF-9                                      |                 |                                                    |               |                                                    |                |                                                 |                    |
| Admiraal Fr: Amiral                                 |                 | Generaal Fr: Général                               |               | Generaal Fr: Général                               |                |                                                 |                    |
| NAVO-rang OF-8                                      |                 |                                                    |               |                                                    |                |                                                 |                    |
| Viceadmiraal Admiraal Fr: Vice-Amiral               |                 | Luitenant-generaal Generaal Fr: Lieutenant-Général |               | Luitenant-generaal Generaal Fr: Lieutenant-Général |                |                                                 |                    |
| NAVO-rang OF-7                                      |                 |                                                    |               |                                                    |                |                                                 |                    |
| Divisieadmiraal Admiraal Fr: Amiral de division     |                 | Generaal-majoor Generaal Fr: Général-Major         |               | Generaal-majoor Generaal Fr: Général-Major         |                | Generaal-majoor Generaal Fr: Général-Major      |                    |
| NAVO-rang OF-6                                      |                 |                                                    |               |                                                    |                |                                                 |                    |
| Flottieljeadmiraal Admiraal Fr: Amiral de flottille |                 | Brigadegeneraal Generaal Fr: Général de Brigade    |               | Brigadegeneraal Generaal Fr: Général de Brigade    |                | Brigadegeneraal Generaal Fr: Général de Brigade |                    |

## Nederlandse generaalsrangen
| Koninklijke Marine (KM)                                             | Koninklijke Marine (KM) | Koninklijke Landmacht (KL)            | Koninklijke Landmacht (KL) | Koninklijke Luchtmacht (Klu) | Koninklijke Luchtmacht (Klu) | Koninklijke Marechaussee (KMar) | Koninklijke Marechaussee (KMar) |
| ------------------------------------------------------------------- | ----------------------- | ------------------------------------- | -------------------------- | ---------------------------- | ---------------------------- | ------------------------------- | ------------------------------- |
| Opper- of Vlagofficieren                                            |                         |                                       |                            |                              |                              |                                 |                                 |
| (NAVO-rang OF-10)                                                   |                         |                                       |                            |                              |                              |                                 |                                 |
| Admiraal (uit traditie, rang bestaat niet meer)                     |                         |                                       |                            |                              |                              |                                 |                                 |
| NAVO-rang OF-9                                                      |                         |                                       |                            |                              |                              |                                 |                                 |
| Luitenant-admiraal Admiraal (bij het Korps Mariniers: generaal)     |                         | Generaal                              |                            | Generaal                     |                              | Generaal                        |                                 |
| NAVO-rang OF-8                                                      |                         |                                       |                            |                              |                              |                                 |                                 |
| Viceadmiraal Admiraal (bij het Korps Mariniers: luitenant-generaal) |                         | Luitenant-generaal Generaal           |                            | Luitenant-generaal           |                              | Luitenant-generaal              |                                 |
| NAVO-rang OF-7                                                      |                         |                                       |                            |                              |                              |                                 |                                 |
| Schout-bij-nacht (bij het Korps Mariniers: generaal-majoor)         |                         | Generaal-majoor Generaal              |                            | Generaal-majoor              |                              | Generaal-majoor                 |                                 |
| NAVO-rang OF-6                                                      |                         |                                       |                            |                              |                              |                                 |                                 |
| Commandeur (bij het Korps Mariniers: brigadegeneraal)               |                         | Brigadegeneraal (vanaf 1952) Generaal |                            | Commodore                    |                              | Brigadegeneraal                 |                                 |

## Officiersrangen (van hoog naar laag)
- generaal
- luitenant-generaal
- generaal-majoor

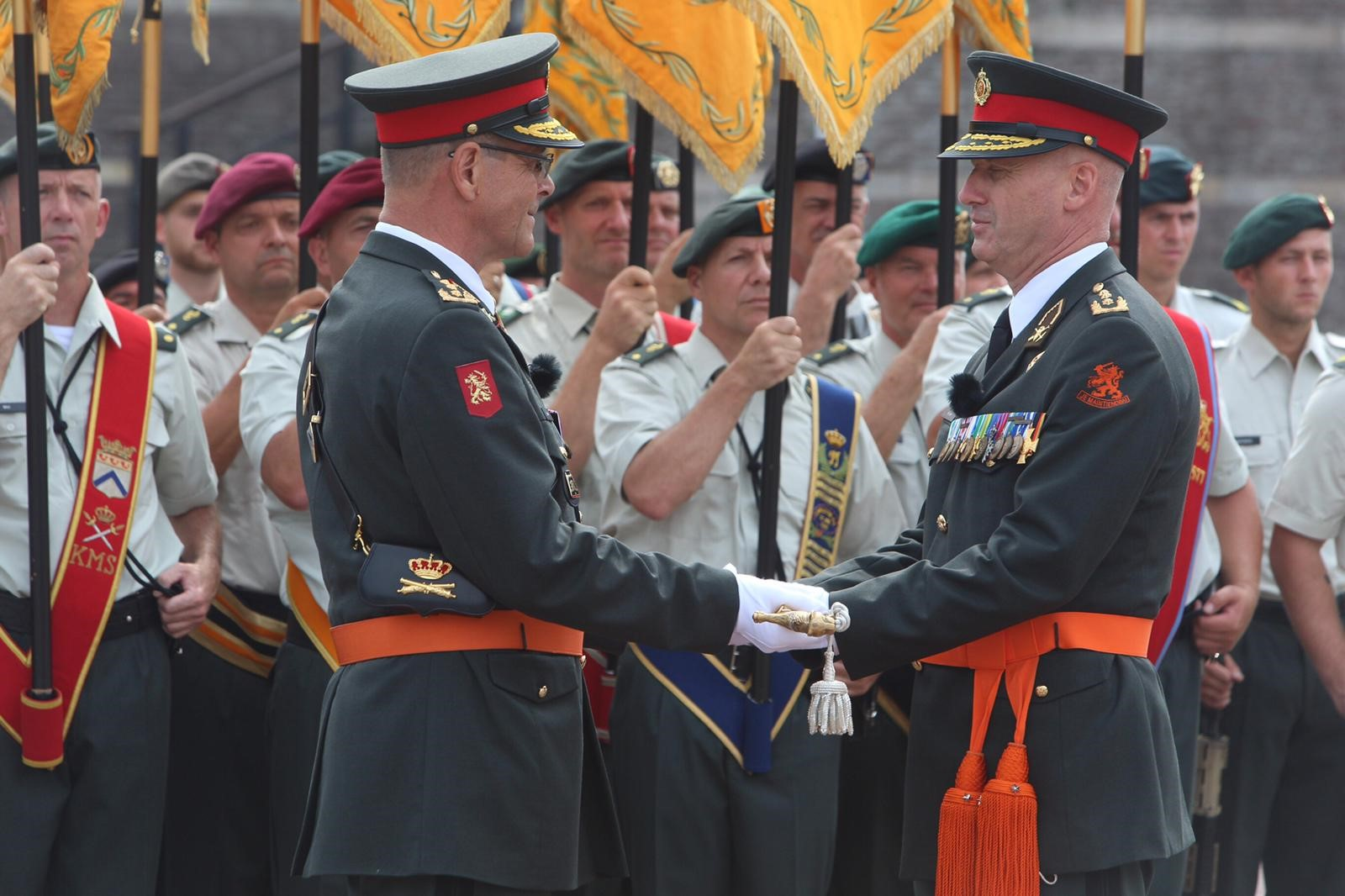
Militair ceremonieel overdracht commando landmacht aan Martin Wijnen, 2019

- brigadegeneraal (bij de luchtmacht: commodore)
- kolonel
- luitenant-kolonel (overste)
- majoor
- kapitein / ritmeester
- eerste luitenant
- tweede luitenant
- vaandrig / kornet

## Vrouwelijke generaal

### België
In België was apotheker Danielle Levillez van 1979 tot 2015 in het leger. In 2002 werd zij de eerste vrouwelijke kolonel in de Belgische krijgsmacht, in december 2005 werd zij benoemd tot eerste vrouwelijke brigadegeneraal. Zij was chef van de medische component van het leger. In 2009 droeg zij haar functie over aan generaal-majoor Geert Laire, zij werd onderstafchef en later stafschef Gezondheid, Milieu, Levenskwaliteit en Welzijn. In 2012 werd ze de eerste vrouwelijke generaal-majoor van de Belgische Strijdkrachten.
Corinne Faut werd in 2014 als chef van de Communicatie-eenheid binnen de Generale Staf DG-Com bevorderd tot brigadegeneraal.

### Nederland

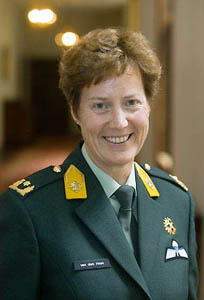
Leanne van den Hoek

In Nederland werd de 47-jarige Leanne van den Hoek op 1 november 2005 eerste vrouwelijke opperofficier toen ze door staatssecretaris Van der Knaap werd bevorderd tot brigadegeneraal en werd benoemd tot commandant van het personeelscommando van de Koninklijke Landmacht. In 2001 was Van der Hoek ook de eerste vrouwelijke bataljonscommandant bij de landmacht. Daarna was ze onder andere commandant van het Instituut Keuring en Selectie van Defensie. Ze zwaaide in 2015 af.

In 2007 werd in Breda de tweede vrouw tot generaal bevorderd: commodore Madelein Spit van de (Koninklijke Luchtmacht). Spit werkte daarvoor in Washington aan het Joint Strike Fighter-project. Als commodore werd ze sous-chef Ressort Luchtsystemen bij de Defensie Materieel Organisatie (DMO).
Op 31 mei 2012 werd Hillie Beentjes de eerste vrouwelijke generaal-majoor. In die rang was ze tot en met 2014 plaatsvervangend commandant van de Koninklijke Marechaussee. Haar benoemingen tot generaal en tot plaatsvervangend commandant waren omstreden. Beentjes was per 1 december 2011, zonder militaire opleiding of achtergrond, benoemd tot brigadegeneraal der Koninklijke Marechaussee. Daarvoor was zij slechts drie jaar werkzaam geweest binnen het Ministerie van Defensie, als burgermedewerker in de functie van Directeur Planning & Control.
In juni 2019 werd kapitein-ter-zee Jeanette Morang de eerste vrouwelijke vlagofficier, toen ze werd bevorderd tot commandeur bij het maritiem commandocentrum van de NAVO in Northwood.
Op 1 juni 2022 werd luchtmachtofficier Elanor Boekholt-O'Sullivan de eerste vrouwelijke luitenant-generaal. Ze werd op 1 juli 2018 commandant van het Defensie Cyber Commando en bevorderd tot commodore. Daarna werd ze op 1 oktober 2020 generaal-majoor en plaatsvervangend Commandant Luchtstrijdkrachten en op 1 juni 2022 werd ze plaatsvervangend directeur-generaal van het Directoraat-Generaal Beleid (DGB) en bevorderd tot luitenant-generaal.